# Дренаж

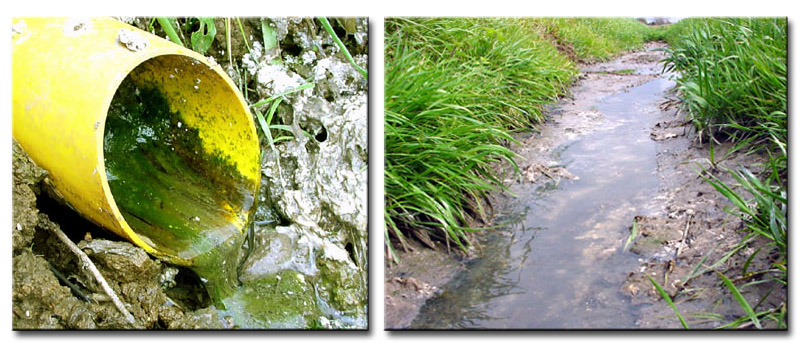
Дренажна труба і дренажна канава

Дрена́ж (від фр. drainage — «відведення води, осушування») — відведення води чи інших рідин, осушування.

## Техніка
У широкому розумінні — спосіб осушення територій.

### Гірництво
У гірництві дренаж — спосіб осушення територій родовищ корисних копалин шляхом збирання й відведення підземних гравітаційних вод у річки, озера чи спеціальні гірничі виробки. У гірничій справі дренаж застосовується для захисту шахт і кар'єрів від підземних вод шляхом перехоплення їх за допомогою дренажних пристроїв у період будівництва й експлуатації. Дренажні пристрої розділяються на поверхневі, підземні і комбіновані. До поверхневих належать: вертикальні водознижувальні і водовбирні свердловини, горизонтальні дренажні свердловини, голкофільтрові установки і випереджальні поверхневі траншеї, до підземних — дренажні штреки, наскрізні фільтри, підняттєві свердловини, водознижувальні колодязі, а також випереджуючі виробки (горизонтальні і похилі свердловини). За схемою розташування дренажні пристрої розділяють на кущові, лінійні, контурні, сітчасті, а в розрізі також — на одно- і багатогоризонтні, колекторні і безколекторні.
- Парогравітаційний дренаж (абревіатура англ. SAGD) — ефективний термічний спосіб видобутку важкої нафти і природних бітумів.
- Дренажний комплекс
- Дренажний штрек
- Дренажні виробки
- Шпуровий дренаж

### Меліорація
Осушування ґрунту за допомогою дрен (траншей, шпурів, підземних труб), дренажних канав і каналів, а також система осушувальних траншей, підземних труб, канав і каналів.

### Міське господарство
Поверхневий дренаж — поширений метод водовідведення на промислових та жилих територіях, де необхідне відведення дощової, талої та іншої надмірної (наприклад, на автомийці) вологи.

## Рослинництво
Дренаж у рослинництві та квітникарстві закритого ґрунту — водопроникний матеріал, який насипають на дно ємності для вирощування рослин для швидкого відведення надлишку води при поливі. Використовують керамічні черепки, крупнозернистий пісок, дрібну гальку, дрібні фракції керамзиту і інші інертні матеріали.

## Медицина
Дренування у медицині — комплекс заходів для відведення з порожнини чи рани: раневого секрету, гною, промивних антисептичних розчинів. Здійснюється за допомогою дренажів — наприклад, жорстких чи гнучких трубок.